# بوغرار (آيت ضوشن)
بوغرار هو دُوَّار يقع بجماعة ويسلسات، إقليم ورززات، جهة درعة تافيلالت في المملكة المغربية. ينتمي الدوّار لمشيخة آيت ضوشن التي تضم 9 دواوير. يقدر عدد سكانه بـ 541 نسمة حسب الإحصاء الرسمي للسكان والسكنى لسنة 2004.

## روابط خارجية
- البوابة الوطنية للجماعات الترابية نسخة محفوظة 12 مارس 2018 على موقع واي باك مشين.
- المندوبية السامية للتخطيط